# Walrencea globosa
Walrencea globosa är en spindelart som beskrevs av Patrick Blandin 1979. Walrencea globosa ingår i släktet Walrencea och familjen vårdnätsspindlar. Inga underarter finns listade i Catalogue of Life.